# شلیک به سگ‌ها
شلیک به سگ‌ها (به انگلیسی: Shooting Dogs) فیلمی محصول سال ۲۰۰۵ و به کارگردانی مایکل کاتن-جونز است. در این فیلم بازیگرانی همچون جان هرت، هیو دنسی، کلر هوپ آشیتی، دومینیک هورویتز، نیکولا واکر، دیوید گیسی ایفای نقش کرده‌اند.